# Chiesa di San Marco Evangelista (Udine)
La chiesa di San Marco Evangelista è la parrocchiale di Chiavris, frazione di Udine, in provincia ed arcidiocesi di Udine; fa parte del vicariato urbano di Udine.

## Storia
La prima citazione di una chiesa a Chiavris, attestata con il titolo di S. Tome de Caprileiss, risale al 1314 ed è da ricercare nel testamento del mercante udinese Andrea Frulga.
Nella relazione della visita pastorale del 1593 si legge che la chiesa, che subiva l'influenza di quella di Paderno, era dotata del tabernacolo e del fonte battesimale e che attorno ad essa sorgeva il camposanto.
Nel 1601 Agostino Bruno, compiendo la sua visita, annotò che la chiesa versava in condizioni pessime, in particolare l'abside che poteva crollare da un momento all'altro, e che l'unico altare era semidistrutto.
In quel secolo l'edificio venne rifatto ed abbellito e nel 1660 il patriarca di Aquileia Giovanni Dolfin lo descrisse come molto ben tenuto.
Nel 1895 il nuovo parroco don Chiavon trovò la chiesa cadente tanto che i fedeli dovevano assistere alle funzioni con l'ombrello a causa delle infiltrazioni nel tetto e quindi fece richiesta al vicario capitolare Francesco Isola di poterla riedificare.
La prima pietra dell'attuale parrocchiale, finanziata da tali Fortunato Vivant e Marco Volpe, venne posta il 31 luglio 1896; il nuovo edificio, progettato da Giovanni Falcioni, fu portato a compimento ne 1898 e consacrato 24 aprile del medesimo anno dall'arcivescovo di Udine Pietro Zamburlini.

## Descrizione

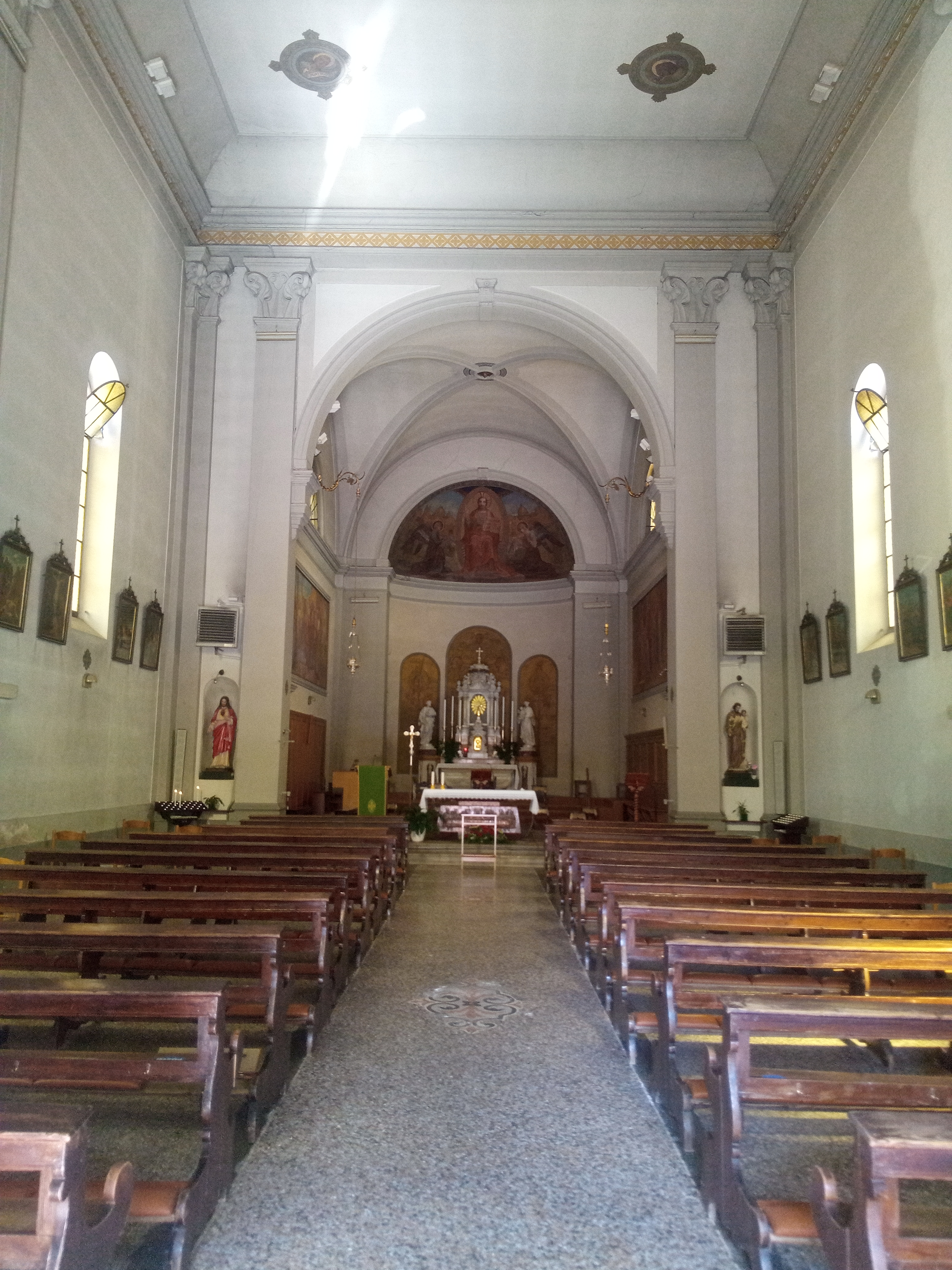
L'interno

### Esterno
La facciata della chiesa, che è a capanna e che guarda a sudovest, presenta ai lati due paraste sovrastate da altrettanti pinnacoli, al centro il portale dotato di protiro, due finestre, sopra il rosone e, sotto le linee di gronda, degli archetti pensili.

### Interno
L'interno si compone un'unica navata, sulla quale si affacciano due cappelle laterali e le cui pareti sono scandite da delle paraste sorreggenti il cornicione; al termine dell'aula si sviluppa il presbiterio, rialzato di due gradini e a sua volta chiuso dall'abside di forma semicircolare.